# CUBE (お笑いコンビ)
CUBE（キューブ）は、かつてプロダクション人力舎で活動していたお笑いコンビ。1999年結成、2005年3月30日解散。

## メンバー
- 和田 貴志（わだ たかし、1978年8月17日 - ）ツッコミ担当

神奈川県出身、血液型はB型、身長169cm、体重63kg。
スクールJCA入学以前に太田プロセミナーへ通っており、「PULP」というコンビを組んでいたが相方の結婚をきっかけに半年ほどで解散。
JCA入学当初は他の相方と組んでいたが「ウクレレを弾きながら二人で歌って踊ってネタをやりたい」と告げられ3ヶ月で解散（その相方はロコモコボンゴ!のFISH）。
CUBE解散後はピン芸人「和田戦車」として1年ほど活動したのち、元ぷんぷんの金子尚弘と「シンガポールママ」というコンビで半年ほど活動していた。
2007年7月、元チャップメンの野田祐介と元アメデオの大川原篤史らによるトリオ「鬼ヶ島」の新メンバーとして加入。
- 石川 明（いしかわ あきら、1976年7月4日 - ）ボケ担当

東京都出身、血液型はO型、身長167cm、体重62kg。
CUBE解散後は、芸能界を引退。

## 概要
- 共にスクールJCAの8期生であり、1999年コンビ結成。当初は「湿ったスペイン」というコンビ名で活動していた[2]。
- 主にコントを得意としており、石川のくどいキャラで味のあるコントを見せていた。
- 2005年3月、方向性の違いにより解散したことが発表された[4]。

## 出演
- 爆笑オンエアバトル（NHK総合）戦績4勝8敗 最高493KB
  - 和田は解散後の鬼ヶ島としても挑戦している。
- 笑いの金メダルjr. くりぃむ杯（テレビ朝日）
- お笑いフィナンシャルJAPAN（フジテレビ721）9週連続勝ち抜き[1]

## CD
- ビジトジ（2005年1月、プロダクション人力舎の若手お笑い芸人11組がCDデビューするために結成したユニット。 ）